# 团结镇 (定西市)
团结镇，是中华人民共和国甘肃省定西市安定区下辖的一个乡镇级行政单位。

## 行政区划
团结镇下辖以下地区：
联庄村、唐家堡村、小山村、高泉村、寒树村、寒水村、中化村、金花村、好地掌村和庙川村。